# Nguyễn Phúc Miên Tằng
Nguyễn Phúc Miên Tằng (còn có âm đọc là Tăng) (chữ Hán: 阮福綿𡪠; 27 tháng 10 năm 1828 – 16 tháng 4 năm 1896), tước phong Hải Quốc công (海國公), là một hoàng tử con vua Minh Mạng nhà Nguyễn trong lịch sử Việt Nam.

## Tiểu sử
Hoàng tử Miên Tằng sinh ngày 19 tháng 9 (âm lịch) năm Mậu Tí (1828), là con trai thứ 42 của vua Minh Mạng, mẹ là Cửu giai Tài nhân Nguyễn Thị Tính. Ông là người con duy nhất của bà Tài nhân. Khi còn là hoàng tử, ông là người tinh thông kinh sử.
Năm Minh Mạng thứ 21 (1840), vua cho đúc các con thú bằng vàng để ban thưởng cho các hoàng thân anh em, các hoàng tử công và hoàng tử chưa được phong tước. Hoàng tử Miên Tằng được ban cho một con trâu bằng vàng nặng 6 lạng 1 đồng cân.
Năm Thiệu Trị thứ 6 (1846), tháng giêng, vua cho triệu các hoàng tử và hoàng đệ 10 người chưa được phong tước vào làm thơ ở điện Đông Các. Bảy người trong số đó là các hoàng tử Hồng Phó, Hồng Y, Hồng Tố, Hồng Hưu và các hoàng đệ Miên Tằng, Miên Kiền, Miên Lâm đều trúng cách. Tháng 3 (âm lịch) năm đó, vua phong tước ban thưởng cho cả 7 hoàng thân được trúng cách, hoàng đệ Miên Tằng được phong cho làm Hải Ninh Quận công (海寧郡公).
Tháng 4 (âm lịch) cùng năm được sách phong, quận công Miên Tằng bày tiệc, trò chơi ở nhà Quảng Học (nơi học hành của các hoàng đệ, hoàng tử), mời các hoàng tử công đến dự, người dân đứng xem đông như kiến, đuổi đi không được. Tùng Hóa Quận công Miên Trữ, anh thứ 13 của Miên Tằng, mới nói đùa doạ người rằng: "Đóng cửa lại, bắt chúng làm cỏ". Dân chúng chạy tán loạn ngã dẫm lên nhau, có người bị thương. Quan khoa đạo là Vũ Duy Ninh đem việc ấy tâu hặc lên vua. Miên Trữ bị phạt bổng 1 năm, Miên Tằng bị phạt bổng 6 tháng, phải thu 10 lạng bạc cấp cho thân nhân người bị thương để dưỡng thương. Bọn quản gia ở phủ quận công Miên Trữ là Đoàn Văn Đào, Tư vụ ở nhà Quảng Học là Nguyễn Hữu Thiệm đều bị lưu đày; giáo đạo Hồ Văn Nghĩa cũng bị giáng một cấp.
Quận công Miên Tằng ở cùng với hoàng đệ là Trấn Tĩnh Quận công Miên Dần, cả hai thường xảy ra xích mích với nhau. Miên Dần ham chơi bời, lại không tuân theo gia pháp nên bị vua anh Thiệu Trị giáng làm Kỳ nội hầu.
Quận công Miên Tằng tính tình phóng khoáng, dễ dãi và thích chơi bời, thường nuôi gà chọi chó săn. Phàm thuyền buôn nhà Thanh đến có vật gì mới lạ ông liền bỏ tiền ra mua. Nếu có ai cùng thích thì đem vật ấy tặng cho, không tiếc, cho nên gia cảnh nghèo khó, chỉ có thể sống thanh đạm mà thôi. Ông suốt ngày lo chuyện trà nước, yến tiệc đãi khách. Khi khách đến, ông sai phu nhân mua rượu uống với khách, nói cười phóng đãng mà quên mình là bậc vương công quý phái. An Phúc Quận vương Hồng Kiện, con của vua Thiệu Trị, về vai vế là cháu gọi quận công Miên Tằng bằng chú. Hai người tình cảm rất thân thiết, thường xuyên lui tới phủ thăm nhau.
Tháng 10 (âm lịch) năm 1883, vua Hiệp Hòa bị hai quyền thần là Nguyễn Văn Tường và Tôn Thất Thuyết phế bỏ và bức tử. Các hoàng thân là Miên Trinh, Miên Tằng và Miên Triện trước đây can ngăn việc phế vua, sợ bị vạ lây mới dẫn gia quyến đến cửa Thuận An nương nhờ người Pháp, nhưng sau đó bị giao trả về Nam triều. Miên Tằng bị giáng làm Kỳ ngoại hầu (畿外侯), hai ông Miên Trinh và Miên Triện cũng bị giáng tước, đều bị giam tại phủ đệ; công tử công tôn con cháu của các ông được giao cho phủ Thừa Thiên giam giữ. Sau đó, Miên Tằng bị đưa đi an trí ở Bình Định, Miên Trinh ở Quảng Ngãi và Miên Triện ở Phú Yên.
Tháng 7 (âm lịch) năm 1885, dưới triều vua Hàm Nghi, theo ý chỉ của Thái hậu Từ Dụ, cả ba ông được tha bổng, cho phép về kinh trú ngụ. Năm Đồng Khánh thứ nhất (1885), Miên Tằng được phục tước Quận công, các hoàng thân khác cũng được khai phục chức vị.
Năm Đồng Khánh thứ 3 (1887), tháng 9 (âm lịch), quận công Miên Tằng lên thọ 60 tuổi, vua sai Nam Sách Quận công Miên Ôn đem các phẩm hạng ban cho ông, gồm: 1 đồng kim tiền, 3 đồng ngân tiền, 1 chiếc áo rộng tay thuần tơ sắc xanh, 1 chiếc áo hẹp tay thuần tơ sắc đỏ, 1 cái quần nhiễu đỏ, 1 cái quần nhiễu mộc sắc trắng hàng Nam.
Năm Thành Thái thứ 8 (1896), ông được tấn làm Hải Quốc công (海國公). Ngày 4 tháng 3 (âm lịch) cùng năm, quốc công Miên Tằng qua đời, hưởng thọ 69 tuổi, thụy là Cung Mục (恭睦). Tẩm mộ của ông được táng tại làng Nguyệt Biều (nay thuộc phường Thủy Biều, Huế); còn phủ thờ dựng ở Phú Thuận, Huế.

## Hậu duệ
Quốc công Miên Tằng có 6 con trai và 3 con gái. Ông được ban cho bộ chữ Khiếm (欠) để đặt tên cho các con cháu trong phòng. Năm 1883, các công tử con ông là Hồng Dư, Hồng Hỷ, Hồng Tuân vì tội nên bị giáng làm Tôn thất, tống giam tại phủ Thừa Thiên.
Năm Đồng Khánh thứ nhất (1885), vua cho khai phục tôn tịch các công tử. Công tử Hồng Dư (con trai thứ tư) có công hộ giá vua ra Quảng Bình vào năm 1886, được thưởng thăng 2 trật, bổ làm Tôn nhân Tư vụ, hàm Tòng lục phẩm.
Năm Thành Thái thứ 14 (1902), công tử Hồng Thứ con của quốc công Miên Tằng, cùng với công tử Hồng Phố (con của quận công Miên Liêu) và công tôn Ưng Tạo (cháu nội của quận công Miên Thanh), vì tội đào trộm mộ phần của Quảng Ninh Quận vương Miên Mật và các phi tần công chúa triều trước nên đều bị kết án giảo giam hậu, phải đổi sang họ mẹ, vĩnh viễn không được tha thứ (Hồng Thứ bị đổi sang họ mẹ là họ Nguyễn Hữu).